# Joseph Jackson (Leichtathlet)
Joseph Jackson (Joseph James William Jackson; * 11. November 1904 in Maisons-Laffitte; † 13. Juni 1981 in Versailles) war ein französischer Sprinter.
Bei den Olympischen Spielen 1924 in Paris erreichte er über 200 m das Viertelfinale.
1928 wurde er bei den Olympischen Spielen in Amsterdam Sechster in der 4-mal-400-Meter-Staffel und schied über 400 m im Viertelfinale aus.
1930 siegte er bei den Internationalen Universitätsspielen über 400 m.

## Persönliche Bestzeiten
- 200 m: 22,0 s, 22. Juni 1924, Colombes
- 400 m: 49,2 s, 1929